# مستشفى مصطفى باشا
مستشفى مصطفى باشا أو المركز الاستشفائي الجامعي مصطفى باشا  من أكبر المستشفيات في الجزائر وأقدمها. حيث يعود إنشائه إلى سنة 1854 أثناء الفترة الاستعمارية، بالجزائر العاصمة، والمستشفى الجامعي يتبع وزارة الصحة الجزائرية، وهو مؤسسة إدارية عامة.

## وصلات خارجية
- الموقع الرسمي للمستشفى